# Vlag van Oss

Vlag van de gemeente Oss

De vlag van Oss is per 2 januari 2003 vastgesteld als de gemeentelijke vlag van de Noord-Brabantse gemeente Oss. De beschrijving van de vlag luidt als volgt:
Aan de hijszijde boven wit en onder groen, in de vlucht vier banen in rood, geel, wit en blauw.
De kleuren van de vlag zijn afkomstig uit de voormalige gemeentewapens en -vlaggen van Oss (wit en groen), Megen, Haren en Macharen (rood en geel) en Ravenstein (wit en blauw).
Het ontwerp van de vlag kwam tot stand na advies van een ambtelijke werkgroep. De vlag kan door het ontbreken van een kenmerkend symbool nauwelijks karakteristiek genoemd worden. In de vorige gemeentevlag uit 1994 was in het eerste vak bovenaan de stok een gestileerde ossenkop aangebracht.
De gemeente maakt veel gebruik van een vlag met logo. Dat vonden vier schuttersgilden in 2013 niet zoals het hoort, en daarom boden zij het gemeentebestuur een nieuwe gemeentevlag aan.

## Verwante symbolen
De huidige vlag van Oss is samengesteld uit elementen van onderstaande wapens en vlaggen:

Het wapen van Oss
Het wapen van Megen, Haren en Macharen
Het wapen van Ravenstein
De vlag van Megen, Haren en Macharen
De vlag van Ravenstein

## Voorgaande vlaggen

### Vlag van 1956
Op 27 april 1956 is de volgende vlag bij raadsbesluit vastgesteld:
vier banen, afwisselend geel en blauw
De kleuren waren afkomstig van het toenmalige gemeentewapen, dat in de rijkskleuren was verleend.

### Vlag van 1994
Op 3 januari 1994 is door de gemeenteraad van Oss een nieuwe gemeentevlag vastgesteld. Aanleiding hiervoor was de samenvoeging van Oss met de gemeenten Megen, Haren en Macharen en Berghem. Het nieuwe gemeentewapen van Oss had de oorspronkelijke kleuren groen en wit gekregen. De vlag kan als volgt worden beschreven:
Aan de hijszijde boven groen en onder wit, met in het groene veld de contouren van een ossenkop in wit, in de vlucht twee banen in geel en blauw.
De kleuren waren afgeleid van het nieuwe wapen van Oss, en van de wapens van de toegevoegde gemeenten, die beide in rijkskleuren waren toegekend maar weer hersteld zijn in hun middeleeuwse kleuren.

### Afbeeldingen

?Vlag van Oss (1956-1994)
?Vlag van Oss (1994-2003)
Wapen van Oss (1817-1994)